# Vincent Harris

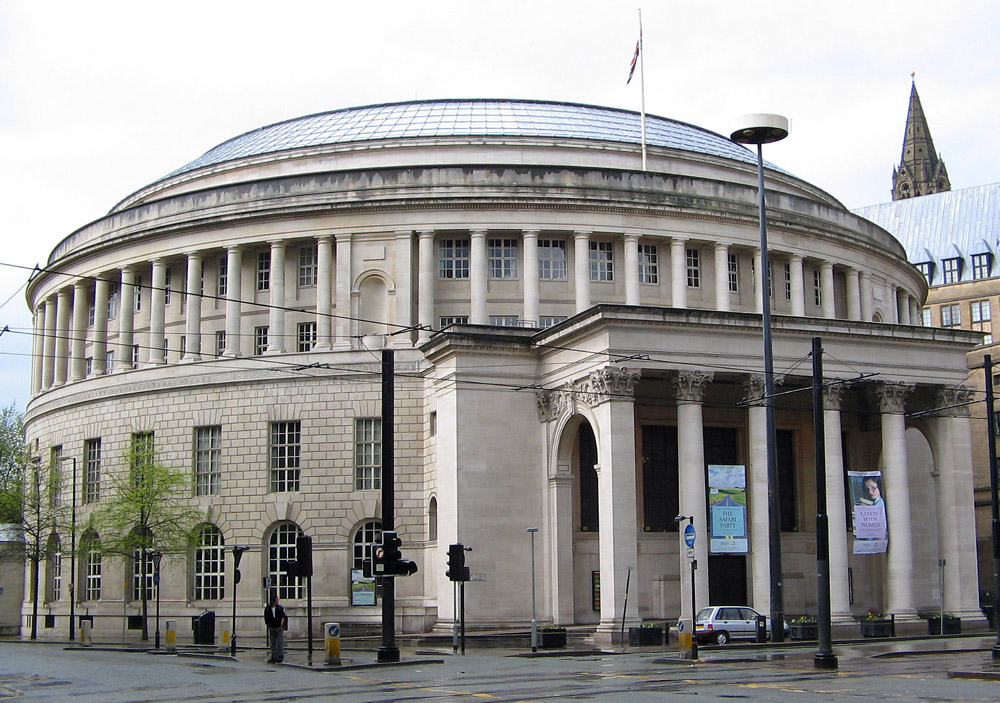
Huvudbiblioteket i Manchester.

Vincent Harris, född 26 juni 1876 i Devonport i Devon, död 1 augusti 1971 i Bath, var en brittisk arkitekt. 
Vincent Harris studerade vid Kingsbridge Grammar School. Han arbetade för arkitekten James Harvey i Plymouth från 1897 och senare för E. Keynes Purchase, Leonard Stokes och William Emerson i London. Mellan 1901 och 1907 arbetade han på London County Council, och upprättae därefter en egen arkitekturbyrå.

## Byggnader i urval
- Huvudbiblioteket i Manchester, 1930–34
- Manchesters stadshus
- Sheffield City Hall, 1920–34
- Leeds Civic Hall, 1931–33
- Nottinghams kommunhus
- Glamorgans kommunhus

## Bildgalleri

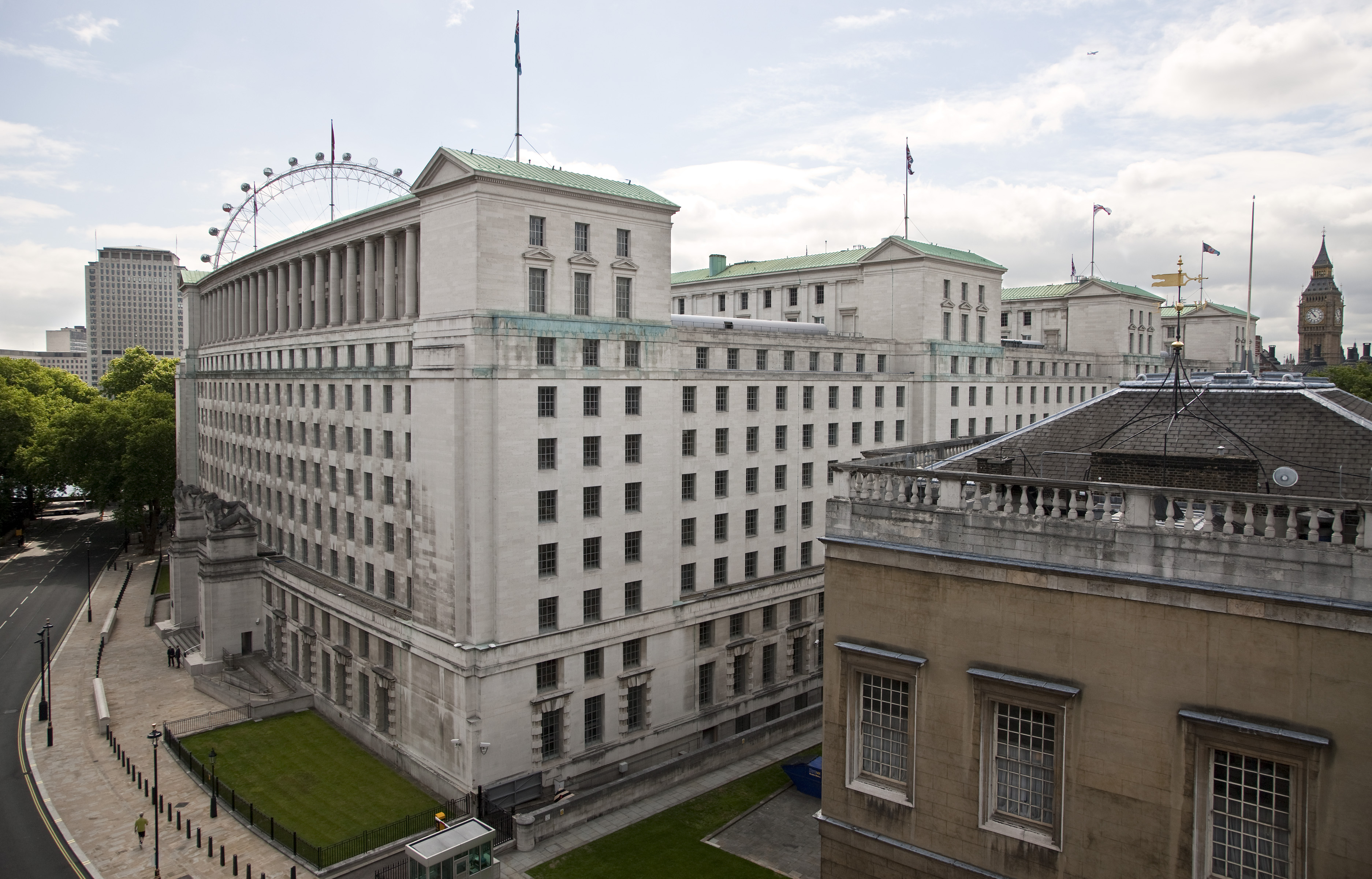
Försvarsministeriet, Whitehall, London
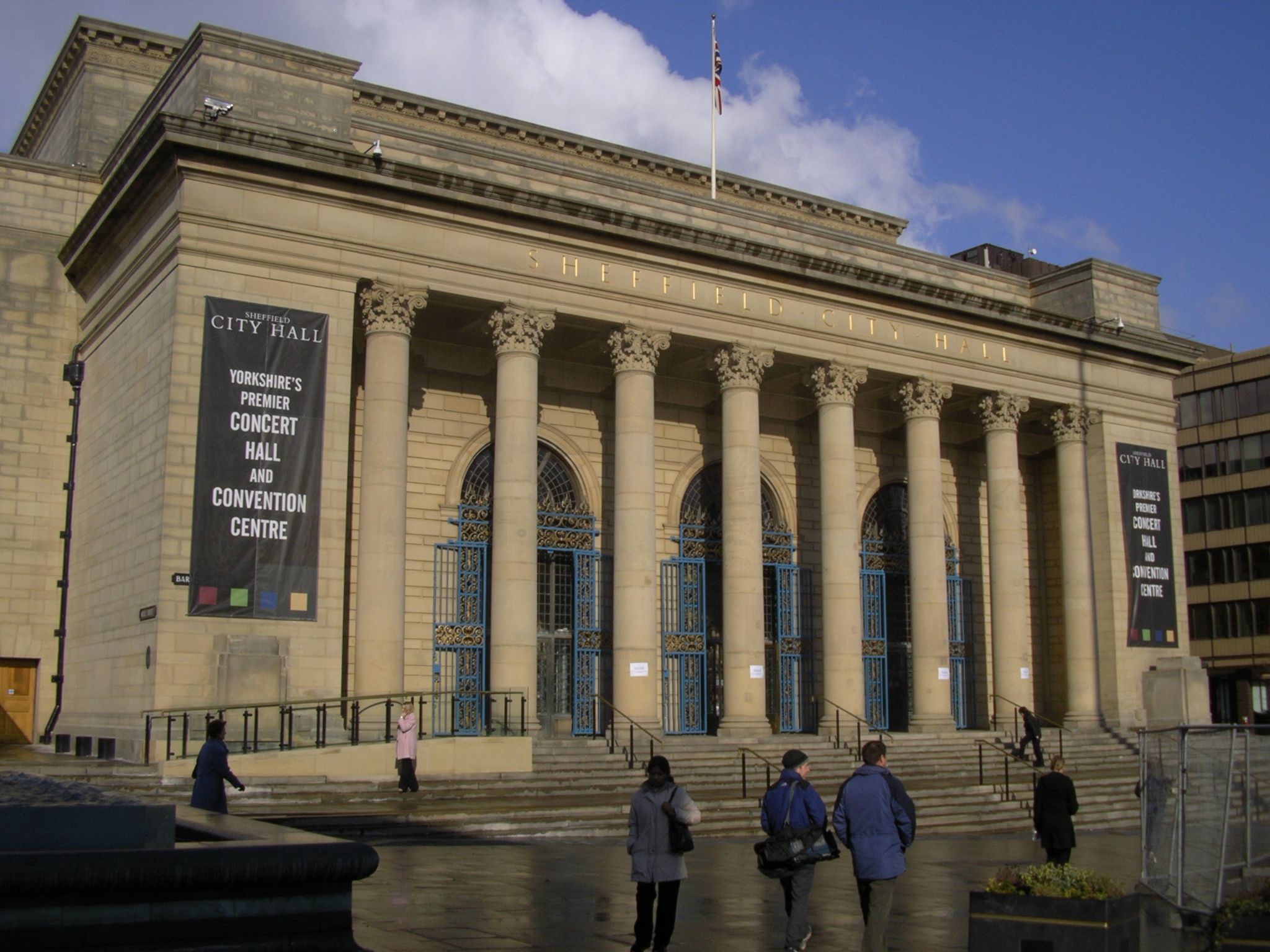
Sheffield City Hall
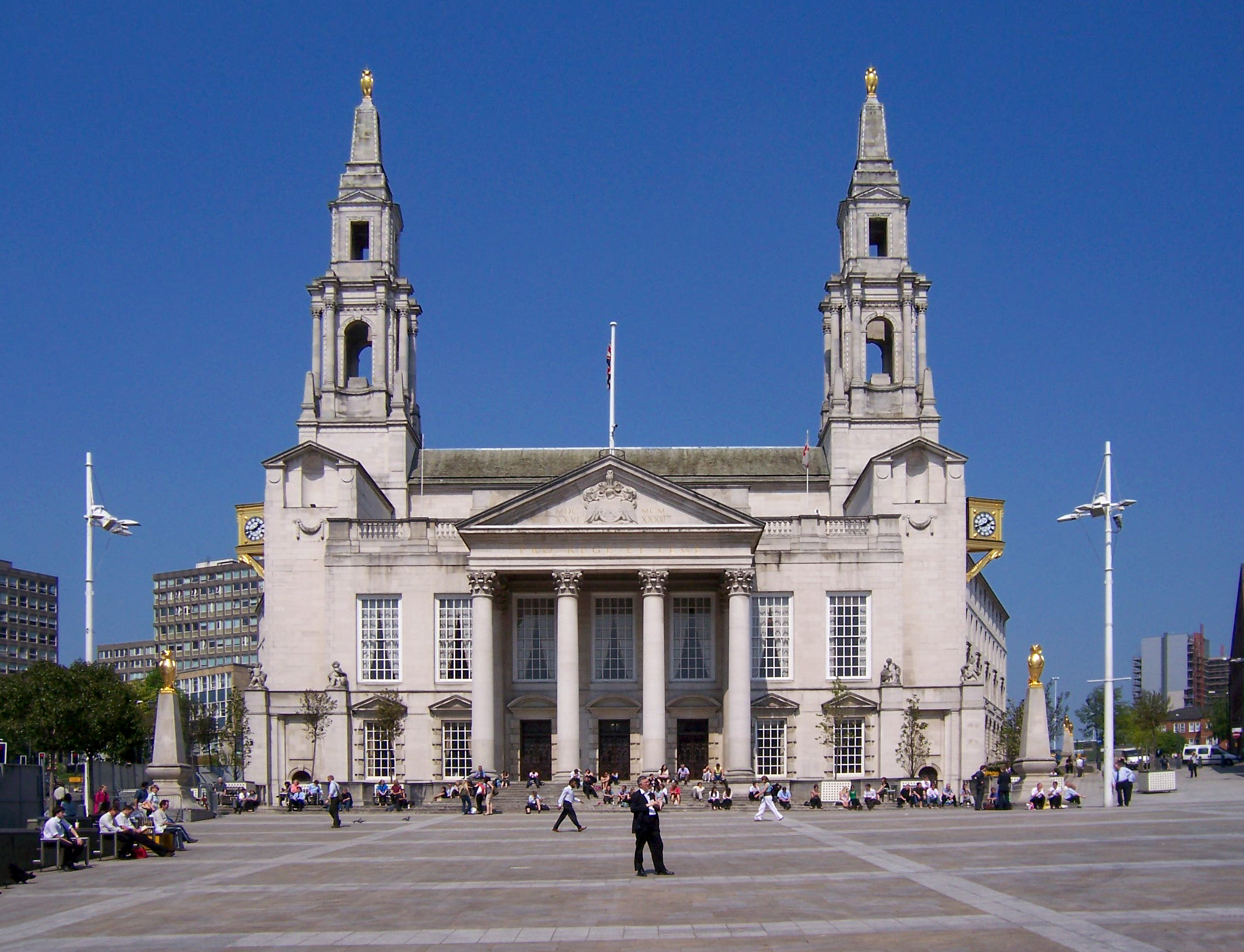
Leeds Civic Hall
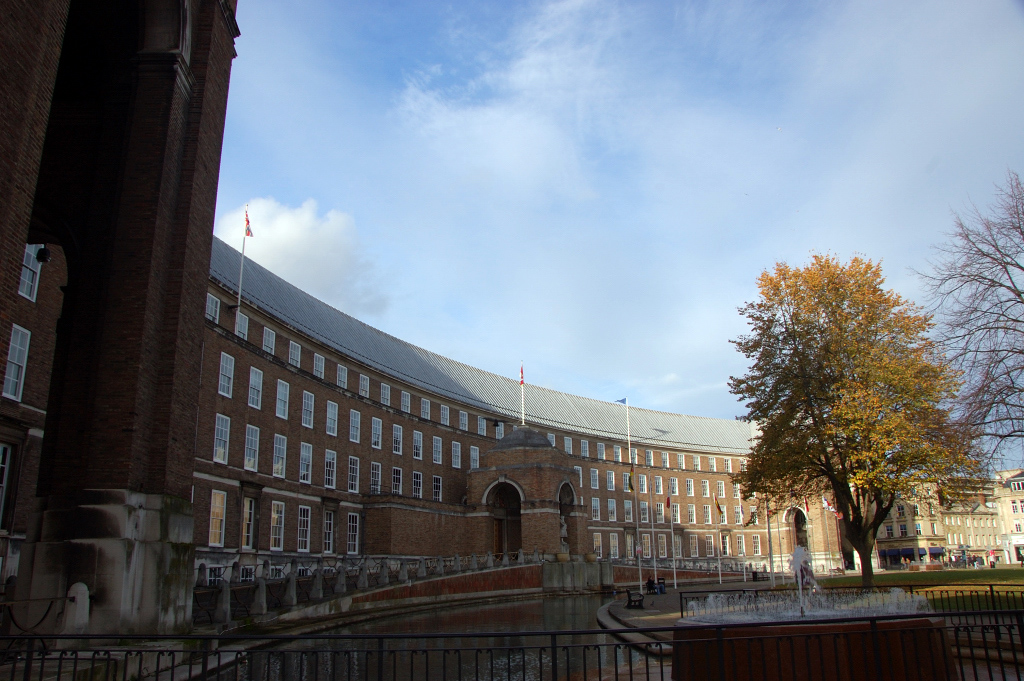
City Hall, Bristol (1938–56)
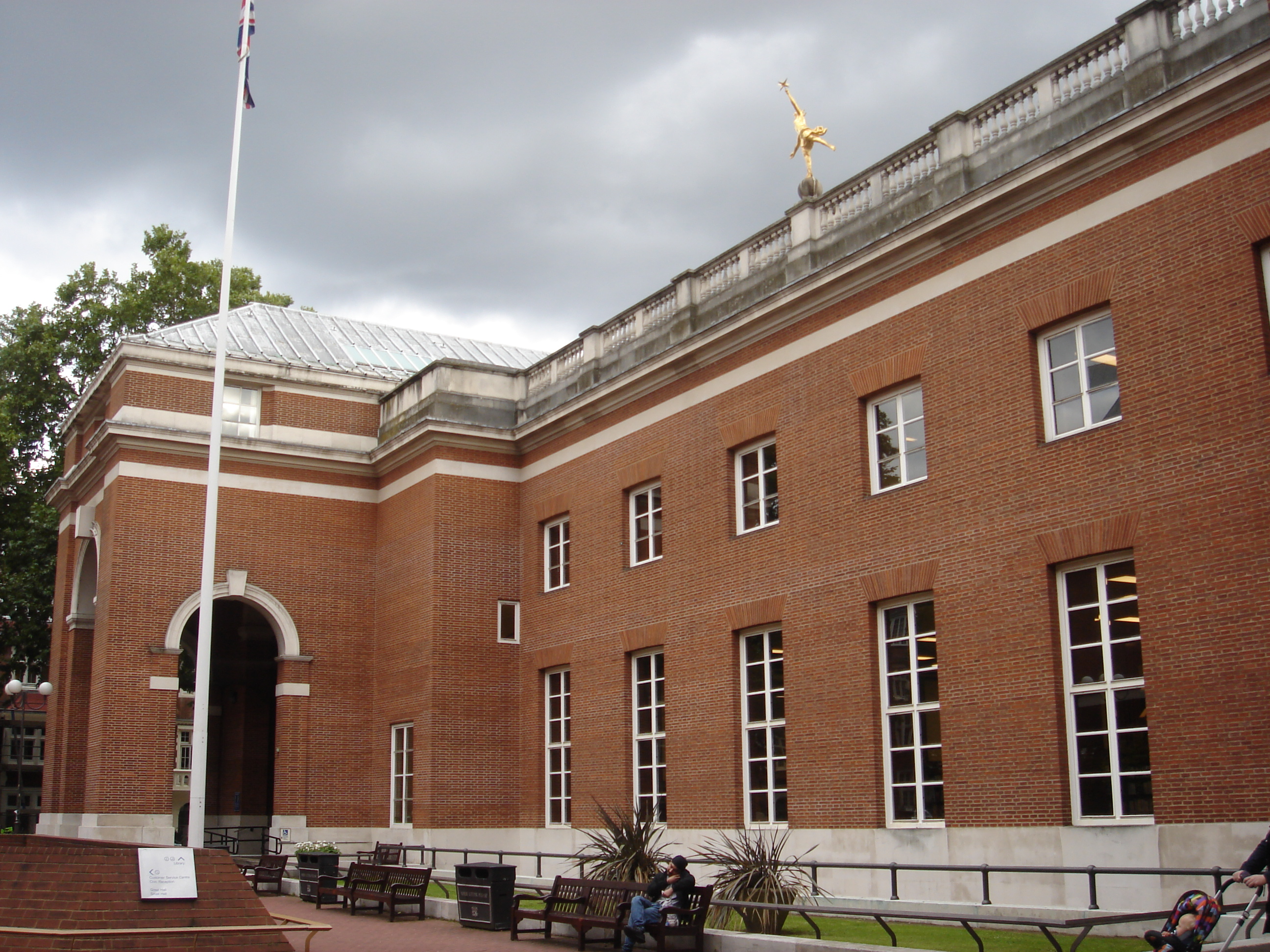
Kensington Central Library, London